# Lois Jackman
Lois Jackman (po mężu Lois Jackman-Lax) (ur. 4 grudnia 1937) – australijska lekkoatletka, która w latach późniejszych reprezentowała Nauru, dyskobolka i płotkarka, uczestniczka Letnich Igrzysk Olimpijskich 1956, Igrzysk Imperium Brytyjskiego i Wspólnoty Brytyjskiej 1958, a także medalistka Igrzysk Południowego Pacyfiku.

## Osiągnięcia
W 1956 roku Jackman wzięła udział w Letnich Igrzyskach Olimpijskich, na których startowała w eliminacjach rzutu dyskiem. W najlepszej próbie uzyskała wynik 42,21 m, który dał jej 13. miejsce kwalifikacji. Jackman wypełniła minimum kwalifikacyjne (42,00 m), i tym samym awansowała do finału. W tym zaś, uzyskała jednak najgorszy wynik spośród wszystkich zawodniczek (w najlepszej próbie uzyskała 40,84 m), tym samym w końcowej klasyfikacji zawodów plasując się na 13. miejscu.
W 1958 roku brała udział w Igrzyskach Imperium Brytyjskiego i Wspólnoty Brytyjskiej 1958, na których startowała w rzucie dyskiem. Nie rozgrywano kwalifikacji, więc w finale startowały wszystkie zawodniczki zgłoszone do startu. Jackman, w najlepszej próbie uzyskała wynik 40,86 m; dało jej to szóste miejsce (na 13 zawodniczek, które stanęły do rywalizacji).
Jackman jest również czterokrotną medalistką Mistrzostw Australii. W 1956 i w 1958 roku zdobyła dwa złote medale, w 1960 r. zdobyła srebrny medal, natomiast w 1962 roku zdobyła brązowy medal.
Jako reprezentantka Nauru, Jackman zdobyła trzy medale Igrzysk Południowego Pacyfiku. W 1966 roku zdobyła srebrny medal w biegu na 80 metrów przez płotki i złoty medal w rzucie dyskiem. W 1969 r. zdobyła złoty medal w rzucie dyskiem.
Rekord życiowy w rzucie dyskiem: 46,01 (1961).